# Prato salino del mare di Bohai
L'ecoregione del prato salino del mare di Bohai (WWF ID: PA0902) copre i delta costieri del Fiume Giallo e del Luan nel punto in cui si gettano nel mare di Bohai, in Cina. I prati salini e le distese fangose intertidali forniscono un importante punto di sosta per gli uccelli che migrano lungo la rotta che collega l'Asia orientale all'Australasia. La regione è sottoposta a una forte pressione ecologica dovuta allo sviluppo umano.

## Territorio
L'ecoregione delimita la linea costiera a forma di mezzaluna della baia di Bohai, nella parte nord-occidentale del mare di Bohai. I delta dei fiumi si stanno espandendo grazie ai sedimenti che il Fiume Giallo e il Luan trasportano dalle regioni ricche di löss situate rispettivamente a ovest e a nord.
Nella regione si trovano estese distese di zone umide, sia naturali che artificiali. Quelle naturali – canneti e piane di marea – sono andate notevolmente diminuendo negli ultimi anni a causa della conversione in impianti di acquacoltura e, in linea generale, dello sviluppo antropico. Le zone umide artificiali comprendono risaie, saline, bacini idrici e stagni. Una parte della regione è stata dichiarata zona umida di importanza internazionale della Convenzione di Ramsar. Nel sottosuolo della riserva naturale Dongying-Huang He si trova il secondo giacimento petrolifero più grande della Cina.

## Clima
La regione ha un clima continentale umido con estati calde e inverni secchi (Dwa secondo la classificazione dei climi di Köppen). Questo clima è caratterizzato da elevate escursioni termiche stagionali e da estati calde (almeno un mese con temperatura media superiore a 22 °C) e da inverni freddi con precipitazioni mensili inferiori a un decimo di quelle del mese estivo più piovoso. La regione riceve in media 592 mm di precipitazioni annue, con variazioni anche del 20%.

## Flora e fauna
È presente un'ampia varietà di microhabitat locali, influenzati dall'interazione tra l'acqua dolce e il limo trasportati dai fiumi e l'acqua salata del mare. Le distese erbose nell'interno sono caratterizzate dall'erba Imperata cylindrica, i prati salini da piante alofile come Suaeda sp. Gli specchi d'acqua dolce nell'entroterra sono stati per lo più convertiti in risaie e stagni per l'acquacoltura.
La regione è un importante scalo migratorio per la gru della Manciuria (Grus japonensis) e la gru bianca asiatica (Leucogeranus leucogeranus), minacciate di estinzione. Il gabbiano di Saunders (Chroicocephalus saundersi), una specie vulnerabile, ha in questa regione uno dei suoi pochi siti di nidificazione. La biodiversità è molto elevata: gli scienziati hanno registrato 367 specie di uccelli e 197 specie di pesci nel solo delta dello Shandong.